# Ronde van Frankrijk 1968
| Route van de Ronde van Frankrijk 1968. |                     |              |
| Eindklassement                         |                     |              |
| Algemeen klassement                    | Jan Janssen         | 133u 49' 42" |
| Tweede                                 | Herman Vanspringel  | + 0' 38"     |
| Derde                                  | Ferdi Bracke        | + 3' 03"     |
| Vierde                                 | Gregorio San Miguel | + 3' 17"     |
| Vijfde                                 | Roger Pingeon       | + 3' 29"     |
| Zesde                                  | Rolf Wolfshohl      | + 3' 46"     |
| Zevende                                | Lucien Aimar        | + 4' 44"     |
| Achtste                                | Franco Bitossi      | + 4' 59"     |
| Negende                                | Andres Gandarias    | + 5' 05"     |
| Tiende                                 | Ugo Colombo         | + 7' 55"     |
| Rode Lantaarn                          | John Clarey (63e)   | + 2h 43' 28" |
| Puntenklassement                       | Franco Bitossi      | 241 punten   |
| Tweede                                 | Walter Godefroot    | 219 punten   |
| Derde                                  | Jan Janssen         | 200 punten   |
| Bergklassement                         | Aurelio González    | 96 punten    |
| Tweede                                 | Franco Bitossi      | 84 punten    |
| Derde                                  | Julio Jiménez       | 72 punten    |
| Ploegenklassement                      | Spanje              | -            |
| Tweede                                 | België A            | -            |
| Derde                                  | Frankrijk B         | -            |

De 55e editie van de Ronde van Frankrijk ging van start op 27 juni in Vittel. Hij eindigde op 21 juli in Parijs. Er stonden 110 renners verdeeld over elf landenploegen aan de start.
Tijdens deze Tour was de groene leiderstrui voor de leider in het puntenklassement eenmalig rood. De slotfase van deze ronde was ongemeen spannend: de Belg Herman Vanspringel begon de laatste etappe, een tijdrit, in de gele trui, maar verloor deze in de laatste kilometers aan Jan Janssen. Deze werd hierdoor de eerste Nederlandse Tourwinnaar in de geschiedenis. Overigens was de Tour van 1968 de eerste die op de Nederlandse televisie werd uitgezonden.
- Aantal ritten: 22
- Totale afstand: 4685 km
- Gemiddelde snelheid: 33,556 km/h
- Aantal deelnemers: 110
- Aantal uitgevallen: 47

## Belgische en Nederlandse prestaties
In totaal namen er 20 Belgen en 10 Nederlanders deel aan de Tour van 1968.

### Belgische etappezeges
- Erik De Vlaeminck won de 2e etappe van Aarlen naar Vorst
- Walter Godefroot won de 3e etappe deel B van Vorst naar Roubaix en de 9e etappe van Royan naar Bordeaux
- Daniel Van Ryckeghem won de 8e etappe van Nantes naar Royan en de 11e etappe van Bayonne naar Pau
- Georges Pintens won de 12e etappe van Pau naar Saint-Gaudens
- Herman Vanspringel won de 13e etappe van Saint-Gaudens naar Seo de Urgel
- Jos Huysmans won de 20e etappe van Sallanches naar Besançon
- Eric Leman won de 21e etappe van Besançon naar Auxerre
- De A-ploeg van België won de 3e etappe deel A: de ploegentijdrit van Vorst naar Vorst

### Nederlandse etappezeges
- Jan Janssen won de 14e etappe van Seo de Urgel naar Canet-Plage en de 22e etappe deel B van Melun naar Parijs

## Etappes
| Datum   | Etappe  | Start – finish                       | Afstand (km) | Winnaar                                                                                                 | Ploeg                                                                                                   | Klassementsleider    |
| ------- | ------- | ------------------------------------ | ------------ | --- | --- | -------------------- |
| 27 juni | Proloog | Vittel                               | 6,1          | Charly Grosskost                                                                                        | Frankrijk B                                                                                             | Charly Grosskost     |
| 28 juni | 1e      | Vittel - Esch-sur-Alzette            | 189          | Charly Grosskost                                                                                        | Frankrijk B                                                                                             | Charly Grosskost     |
| 29 juni | 2e      | Aarlen - Vorst                       | 210,5        | Erik De Vlaeminck                                                                                       | België B                                                                                                | Charly Grosskost     |
| 30 juni | 3e a    | Vorst (ploegentijdrit)               | 22           | België A (Brands, Huysmans, in 't Ven, Maes, Pintens, Poppe, Sels, van Ryckeghem, Vanspringel en Weckx) | België A (Brands, Huysmans, in 't Ven, Maes, Pintens, Poppe, Sels, van Ryckeghem, Vanspringel en Weckx) | Herman Vanspringel   |
| 30 juni | 3e b    | Vorst - Roubaix                      | 112          | Walter Godefroot                                                                                        | België B                                                                                                | Herman Vanspringel   |
| 1 juli  | 4e      | Roubaix - Rouen                      | 238          | Georges Chappe                                                                                          | Frankrijk B                                                                                             | Jean-Pierre Genet    |
| 2 juli  | 5e a    | Rouen - Bagnoles-de-l'Orne           | 154,5        | André Desvages                                                                                          | Frankrijk C                                                                                             | Georges Vandenberghe |
| 2 juli  | 5e b    | Bagnoles-de-l'Orne - Dinard          | 165          | Jean Dumont                                                                                             | Frankrijk C                                                                                             | Georges Vandenberghe |
| 3 juli  | 6e      | Dinard - Lorient                     | 188          | Aurelio González                                                                                        | Spanje                                                                                                  | Georges Vandenberghe |
| 4 juli  | 7e      | Lorient - Nantes                     | 190          | Franco Bitossi                                                                                          | Italië                                                                                                  | Georges Vandenberghe |
| 5 juli  | 8e      | Nantes - Royan                       | 223          | Daniel Van Rijckeghem                                                                                   | België A                                                                                                | Georges Vandenberghe |
| 6 juli  | Rustdag | Rustdag                              | Rustdag      | Rustdag                                                                                                 | Rustdag                                                                                                 | Rustdag              |
| 7 juli  | 9e      | Royan - Bordeaux                     | 137,5        | Walter Godefroot                                                                                        | België B                                                                                                | Georges Vandenberghe |
| 8 juli  | 10e     | Bordeaux - Bayonne                   | 202,5        | Gilbert Bellone                                                                                         | Frankrijk B                                                                                             | Georges Vandenberghe |
| 9 juli  | 11e     | Bayonne - Pau                        | 183,5        | Daniel Van Rijckeghem                                                                                   | België B                                                                                                | Georges Vandenberghe |
| 10 juli | 12e     | Pau - Saint-Gaudens                  | 226,5        | Georges Pintens                                                                                         | België A                                                                                                | Georges Vandenberghe |
| 11 juli | 13e     | Saint-Gaudens - Seo de Urgel         | 208,5        | Herman Vanspringel                                                                                      | België A                                                                                                | Georges Vandenberghe |
| 12 juli | 14e     | Seo de Urgel - Canet-Plage           | 231,5        | Jan Janssen                                                                                             | Nederland                                                                                               | Georges Vandenberghe |
| 13 juli | Rustdag | Rustdag                              | Rustdag      | Rustdag                                                                                                 | Rustdag                                                                                                 | Rustdag              |
| 14 juli | 15e     | Font Romeu - Albi                    | 250,5        | Roger Pingeon                                                                                           | België B                                                                                                | Georges Vandenberghe |
| 15 juli | 16e     | Albi - Aurillac                      | 199          | Franco Bitossi                                                                                          | Italië                                                                                                  | Rolf Wolfshohl       |
| 16 juli | 17e     | Aurillac - Saint-Étienne             | 236,5        | Jean-Pierre Genet                                                                                       | Frankrijk A                                                                                             | Rolf Wolfshohl       |
| 17 juli | 18e     | Saint-Étienne - Grenoble             | 235          | Roger Pingeon                                                                                           | Spanje                                                                                                  | Gregorio San Miguel  |
| 18 juli | 19e     | Grenoble - Sallanches                | 200          | Barry Hoban                                                                                             | Verenigd Koninkrijk                                                                                     | Herman Vanspringel   |
| 19 juli | 20e     | Sallanches - Besançon                | 242,5        | Jos Huysmans                                                                                            | België A                                                                                                | Herman Vanspringel   |
| 20 juli | 21e     | Besançon - Auxerre                   | 242          | Eric Leman                                                                                              | België B                                                                                                | Herman Vanspringel   |
| 21 juli | 22e a   | Auxerre - Melun                      | 136          | Maurice Izier                                                                                           | Frankrijk C                                                                                             | Herman Vanspringel   |
| 21 juli | 22e b   | Melun - Parijs (individuele tijdrit) | 55,2         | Jan Janssen                                                                                             | Nederland                                                                                               | Jan Janssen          |

 winnaars gele trui · 
 puntenklassement · 
 bergklassement · 
 jongerenklassement · 
 tussensprintklassement · 
 combinatieklassement · 
 ploegenklassement · 
 strijdlust · 
rode lantaarn
records · meeste deelnames · ranglijst etappewinnaars · bekende beklimmingen · valpartijen · dopinggevallen · Grand Départ · Souvenir Henri Desgrange
1903 · 
1904 · 
1905 · 
1906 · 
1907 · 
1908 · 
1909 · 
1910 · 
1911 · 
1912 · 
1913 · 
1914 ·
1915 ·
1916 ·
1917 ·
1918 · 
1919 · 
1920 · 
1921 · 
1922 · 
1923 · 
1924 · 
1925 · 
1926 · 
1927 · 
1928 · 
1929 · 
1930 · 
1931 · 
1932 · 
1933 · 
1934 · 
1935 · 
1936 · 
1937 · 
1938 · 
1939 · 
1940 ·
1941 ·
1942 ·
1943 ·
1944 ·
1945 ·
1946 ·
1947 · 
1948 · 
1949 · 
1950 · 
1951 · 
1952 · 
1953 · 
1954 · 
1955 · 
1956 · 
1957 · 
1958 · 
1959 · 
1960 · 
1961 · 
1962 · 
1963 · 
1964 · 
1965 · 
1966 · 
1967 · 
1968 · 
1969 · 
1970 · 
1971 · 
1972 · 
1973 · 
1974 · 
1975 · 
1976 · 
1977 · 
1978 · 
1979 · 
1980 · 
1981 · 
1982 · 
1983 · 
1984 · 
1985 · 
1986 · 
1987 · 
1988 · 
1989 · 
1990 · 
1991 · 
1992 · 
1993 · 
1994 · 
1995 · 
1996 · 
1997 · 
1998 · 
1999 · 
2000 · 
2001 · 
2002 · 
2003 · 
2004 · 
2005 · 
2006 · 
2007 · 
2008 · 
2009 · 
2010 · 
2011 · 
2012 · 
2013 · 
2014 · 
2015 · 
2016 · 
2017 · 
2018 · 
2019 ·
2020 · 
2021 · 
2022 · 
2023 · 
2024 · 
2025